# Morgan, Minnesota
Morgan är en ort i Redwood County i delstaten Minnesota, USA.